# Erzsébet királyné budapesti emlékműve
Erzsébet királyné budapesti emlékműve egy tervezésében évtizedeken át húzódó budapesti emlékhely volt, amely végül módosított formában került kivitelezésére, később pedig el is bontották. A királynő szobra (de nem az emlékmű) később ismét köztérre került.

## Története

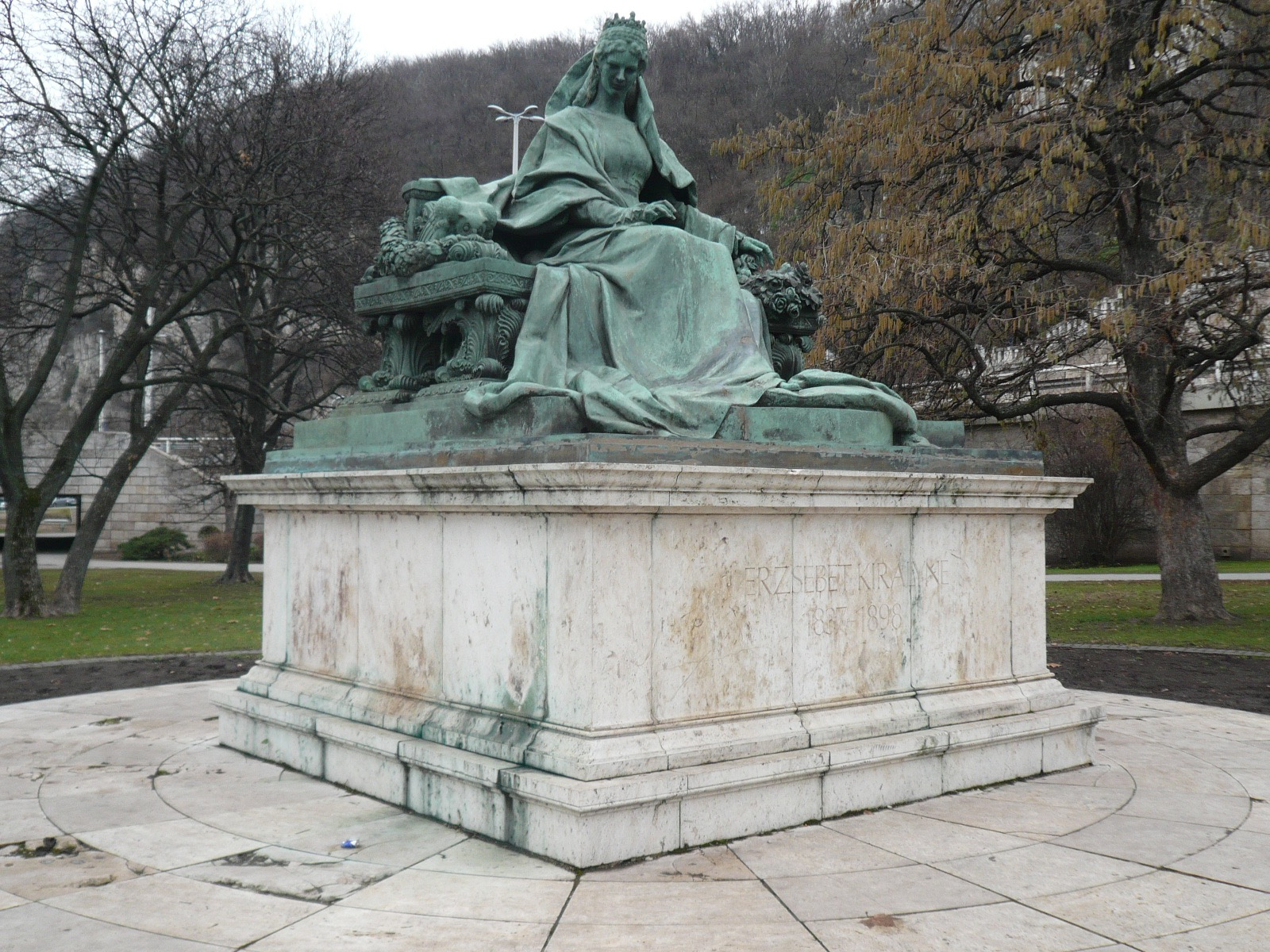
Erzsébet királyné szobra mai helyén

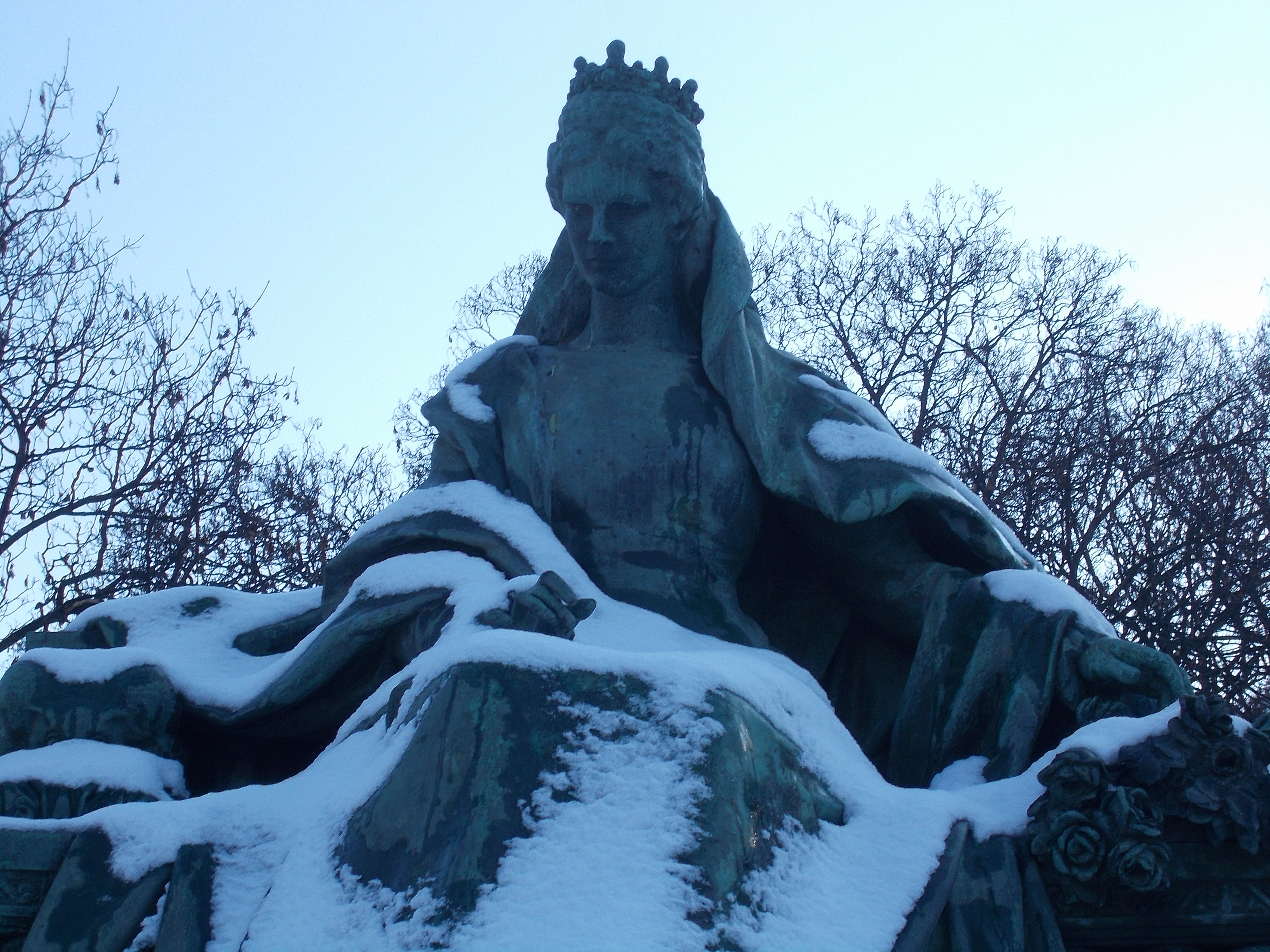
Erzsébet királyné közelről

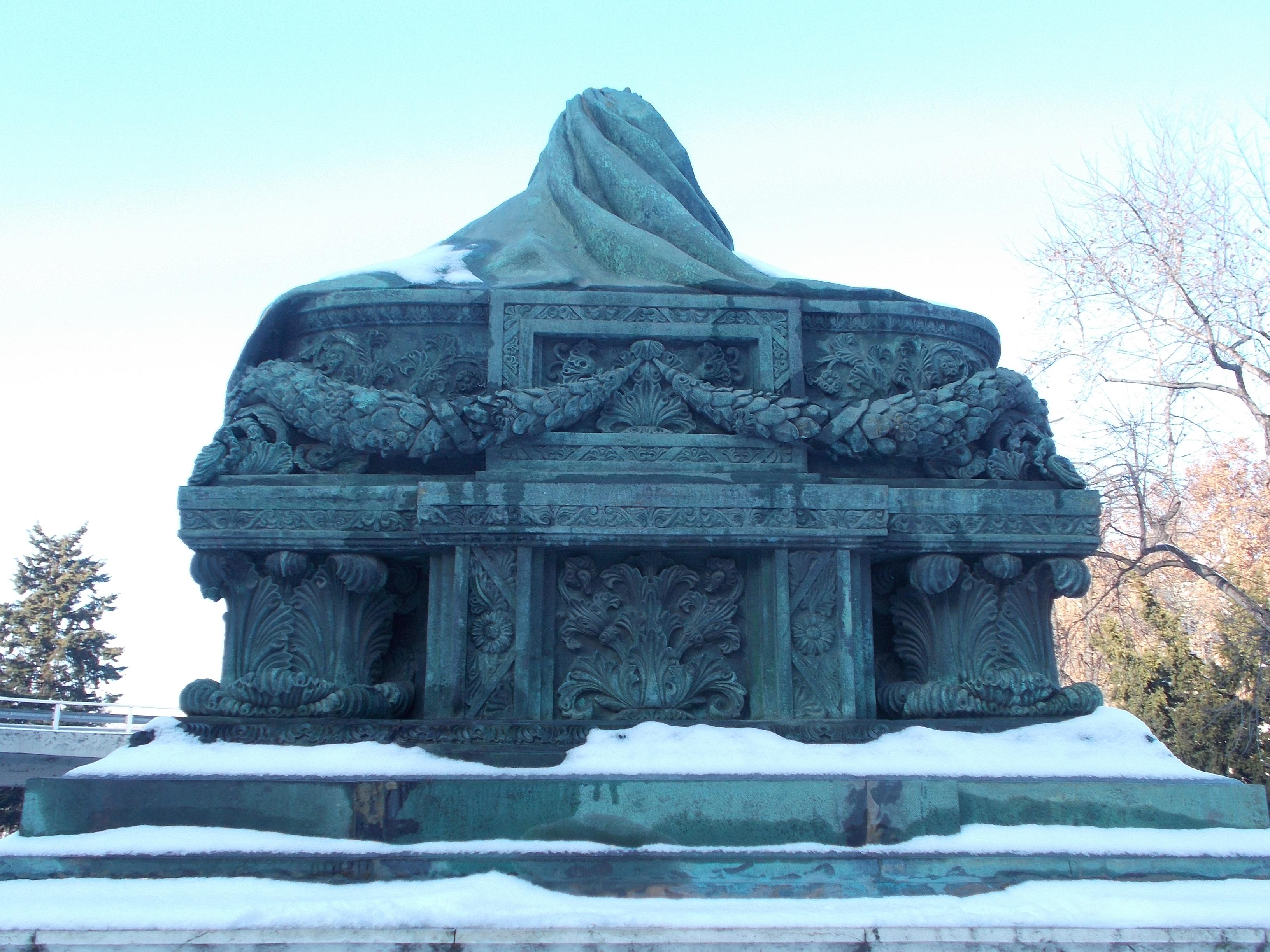
hátoldali díszítés

### Az első pályázat
Wittelsbach Erzsébet magyar királyné, I. Ferenc József magyar király felesége 1898-ban Genfben merénylet áldozata lett. A magyar nép körében közkedveltnek számító királyné számára az Országgyűlés már az 1898. évi XXX. törvénycikkben „elhatározta, hogy a megdicsőülthöz méltó emlék – az önként megindult országos adakozás útján begyűlő összegek felhasználásával – állíttassék fel az ország fővárosában, s e végett a szükséges intézkedések országos bizottság közreműködése mellett haladéktalanul tétessenek meg.” Az emlékművet a Várhegy oldalára, a Budavári sikló közelébe képzelték el, magát a szobrot a Szent György térre.
Két év alatt másfél millió koronánál több pénz gyűlt össze adakozások útján, és megalakult az országos szoborbizottság is 36 tagból. Lyka Károly műkritikus így írt az eseményről: 
„Nem ösmerünk újabb művészetünk történetében nagyobb szabású feladatot annál, a melyet az Erzsébet királyné-szobor bizottsága tűzött művészeinknek. A példátlanul népszerű nagy királyné emlékét megőrző mű kivántatott a budai Szent György-tér számára, de a tér kialakítását és a költségek nagyságát a pályázati hirdetmény tizenhárom pontja nem korlátozta, szabadságot adván e részben művészeinknek. Két esztendei munka után a múlt hónapban előttünk állottak a pályaművek, láttuk az alakító tehetségek sokféleségét, felfogásuk változatosságát s hallottuk a pályabiróság döntő szavát. Erős hitünk, hogy ez a pályázat, nem csak a magyar művészet mai állapotáról ad meglehetősen hű képet, hanem bizonyos tekintetben fordulópontot is jelent. A szobrászok és építészek olyan dolgokat tanultak most a saját és a versenytársaik művein, a melyekhez e pályázat híjján nem férkőzhettek volna. Olyan problémákat kellett itt megoldani, a melyek nem kínálkoznak mindennap, sőt nálunk eddig nem is kínálkoztak sohasem.”
Pályaművek:
- Stróbl Alajos, Gerster Kálmán
- Bálint Zoltán, Jámbor Lajos, Zala György
- Tőry Emil, Telcs Ede
- Korb Flóris, Giergl Kálmán, Fadrusz János
- Donáth Gyula
- Foerk Ernő, Füredi Richárd
- Damkó József, Villányi János
- Maróti (Rintel) Géza
- Mátrai Lajos, Foerk Ernő
- Dunaiszky László
- Schickedanz Albert, Herzog Fülöp Ferenc

Az első pályázat eredményhirdetése 1902-ben történt – ekkor a döntéshozók nem találták megfelelőnek egyik tervet sem.

### További pályázatok
Hasonlóan eredménytelen volt az 1903-as második pályázat is. Pályaművek:
- Fischer József, Scheer Izidor, Margó Ede, Pongrácz (Popper) Szigfrid
- Hikisch Rezső, Mátrai Lajos és ifj. Mátrai Lajos
- Tőry Emil és Telcs Ede,
- Bálint Zoltán, Jámbor Lajos és Zala György
- Papp Gyula, Szabolcs Ferenc és Damkó József
- Korb Flóris, Giergl Kálmán és Fadrusz János
- Maróti Géza
- Leitersdorfer (Lajta) Béla és Róna József

Ekkor hosszabb szünet következett be (a szoborbizottság több tagja időközben el is hunyt). Végül Wekerle Sándor miniszterelnök 1909-ben egy harmadik pályázatot is meghirdetett. 21 pályamű érkezett, de egyiket sem minősítették megvalósításra alkalmasnak. 
1913-ban egy negyedik pályázat zajlott – szintén eredménytelenül. Pályaművek:
- Telcs Ede, Györgyi Géza
- Hikisch Rezső, Szentgyörgyi István
- Maróti Géza
- Bálint Zoltán, Jámbor Lajos, Zala György
- Margó Ede, Pongrácz Szigfrid
- Tóth István, Foerk Ernő
- Róna József
- Kolozsvári-Szeszák Ferenc, Pásztor János
- Kismarty-Lechner Jenő, Füredi Richárd
- Körösfői-Kriesch Aladár, Györgyi Dénes, Sidló Ferenc
- Menyhért Miklós, Moiret Ödön
- Bory Jenő
- Greff Lajos, Reményi József
- Vass Viktor, Gémes Gindert Péter, Rerrich Béla
- Verő László
- Gyalus László, Kallós Ede, Ujváry Ignác

### Az ötödik pályázat, az emlékmű felállítása
Az első világháború alatt egy ötödik pályázatot is kiírtak. Ennek eredményhirdetését csak 1920-ban tartották meg, és ekkor döntöttek Zala György szobrász és Hikisch Rezső építész közös tervének elfogadásáról. A helyszínt viszont a Várhegy oldaláról módosították először az Ybl Miklós térre, később a Margit-szigetre. Zala György 1924-re készült el a szobor mintázásával, de a felállításra ekkor még nem került sor. Végül 34 évvel Erzsébet királyné halála után, 1932. szeptember 25-én a legfőbb országos méltóságok jelenlétében felavatták az emlékművet, amely egy negyedik helyszínen, az Eskü (ma: Március 15.) téren épült fel egy lebontott piarista szerzetesrendi épület helyén. A szobrot Hikisch klasszicizáló stílusú, kör alakú, kupolás kis épülete vette körül.

### Az emlékmű elbontása, a szobor visszaállítása
A második világháborúban szerencsés módon épen maradt az emlékmű, azonban a Rákosi-korszakban (több más szoborral együtt) elbontották (1953). Évtizedeken át nem volt látható, végül 1983-ban fedezte fel Ráday Mihály helytörténész egy sülysápi szabadtéri raktárban. Felállítását nem akadályozták a hivatalos hatóságok, azonban eredeti helyszínén időközben római romokat ástak ki, ezzel megváltozott a kiállítási lehetőség. Végül 1986 novemberében az Erzsébet híd budai hídfője közelében, a kocsilejáró által határolt kis parkban állították fel, miután restaurálására is sor került. A Hikisch-féle építményt nem építették vissza. A nevet és születési-halálozási évszámot csak többszöri városi panaszkodásra vésték fel a talapzatra.